# Thể thao điện tử tại Đại hội Thể thao châu Á 2018
Thể thao điện tử sẽ được thi đấu tại Đại hội Thể thao châu Á 2018 như một môn thể thao biểu diễn, có nghĩa là các huy chương đạt được trong môn thể thao này sẽ không được tính vào bảng tổng sắp huy chương chính thức. Thể thao điện tử sẽ trở thành một môn thể thao tranh huy chương tại Đại hội Thể thao châu Á 2022. Các cuộc tranh tài sẽ diễn ra từ ngày 26 tháng 8 tới ngày 1 tháng 9 năm 2018.

## Lịch thi đấu
| T | Thi đấu |

| NgàyBộ môn            | CN 26 | Thứ 2 27 | Thứ 3 28 | Thứ 4 29 | Thứ 5 30 | Thứ 6 31 | Thứ 7 1 |
| --------------------- | ----- | -------- | -------- | -------- | -------- | -------- | ------- |
| Liên Quân             | T     |          |          |          |          |          |         |
| Clash Royale          |       | T        |          |          |          |          |         |
| Hearthstone           |       |          |          |          |          | T        |         |
| Liên Minh Huyền Thoại |       | T        | T        | T        |          |          |         |
| Pro Evolution Soccer  |       |          |          |          |          |          | T       |
| StarCraft II          |       |          |          |          | T        |          |         |

## Vòng loại
Vòng đấu loại cho sáu nội dung đã diễn ra từ ngày 6 tới 20 tháng 6 năm 2018. Trong số 45 nước thành viên được mời tham gia, chỉ có 27 Ủy ban Olympic quốc gia tham gia vòng loại. Các vòng loại sẽ được tổ chức tại năm khu vực (Đồng Á, Đông Nam Á, Nam Á, Trung Á và Tây Á) trừ nội dung Liên Quân chỉ tổ chức ba vòng loại khu vực (Đông Á, Đông Nam Á và Nam Á). Vòng loại diễn ra qua các trận đấu trực tuyến, thi đấu ngoại tuyến hoặc kết hợp cả hai thể thức. Indonesia được tự động vượt qua vòng loại.

### Số quốc gia tham dự vòng loại
| Tựa game              | Chủ nhà | Đông Á | Đông Nam Á | Nam Á | Trung Á | Tây Á |
| --------------------- | ------- | ------ | ---------- | ----- | ------- | ----- |
| Liên Quân             | 1       | 3      | 3          | 1     | 0       | 0     |
| Clash Royale          | 1       | 2      | 2          | 1     | 1       | 1     |
| Hearthstone           | 1       | 2      | 2          | 1     | 1       | 1     |
| Liên Minh Huyền Thoại | 1       | 3      | 1          | 1     | 1       | 1     |
| Pro Evolution Soccer  | 1       | 2      | 2          | 1     | 1       | 1     |
| Starcraft II          | 1       | 2      | 2          | 1     | 1       | 1     |

### Các quốc gia vượt qua vòng loại
| Quốc gia          | Liên Quân | Clash Royale | Hearthstone | Liên Minh Huyền Thoại | Pro Evolution Soccer 2018 | StarCraft II |
| ----------------- | --------- | ------------ | ----------- | --------------------- | ------------------------- | ------------ |
| Trung Quốc        | X         | X            |             | X                     |                           |              |
| Đài Bắc Trung Hoa | X         |              |             | X                     |                           | X            |
| Hồng Kông         | X         | X            | X           |                       | X                         |              |
| Ấn Độ             | X         | X            | X           |                       | X                         |              |
| Indonesia         | X         | X            | X           | X                     | X                         | X            |
| Iran              |           |              |             |                       | X                         | X            |
| Nhật Bản          |           |              | X           |                       | X                         |              |
| Kazakhstan        |           |              |             | X                     | X                         | X            |
| Kyrgyzstan        |           |              | X           |                       |                           |              |
| Lào               | X         | X            |             |                       |                           |              |
| Malaysia          |           |              |             |                       | X                         |              |
| Pakistan          |           |              |             | X                     |                           |              |
| Ả Rập Xê Út       |           | X            | X           | X                     |                           |              |
| Hàn Quốc          |           |              |             | X                     |                           | X            |
| Sri Lanka         |           |              |             |                       |                           | X            |
| Thái Lan          | X         |              | X           |                       |                           | X            |
| Uzbekistan        |           | X            |             |                       |                           |              |
| Việt Nam          | X         | X            | X           | X                     | X                         | X            |

## Tóm tắt huy chương

### Bảng huy chương
| Hạng               | Đoàn                    | Vàng | Bạc | Đồng | Tổng số |
| ------------------ | ----------------------- | ---- | --- | ---- | ------- |
| 1                  | Trung Quốc (CHN)        | 2    | 1   | 0    | 3       |
| 2                  | Hàn Quốc (KOR)          | 1    | 1   | 0    | 2       |
| 2                  | Indonesia (INA)         | 1    | 1   | 0    | 2       |
| 4                  | Hồng Kông (HKG)         | 1    | 0   | 0    | 1       |
| 4                  | Nhật Bản (JPN)          | 1    | 0   | 0    | 1       |
| 6                  | Đài Bắc Trung Hoa (TPE) | 0    | 2   | 1    | 3       |
| 7                  | Iran (IRN)              | 0    | 1   | 0    | 1       |
| 8                  | Việt Nam (VIE)          | 0    | 0   | 4    | 4       |
| 9                  | Ấn Độ (IND)             | 0    | 0   | 1    | 1       |
| Tổng số (9 đơn vị) | Tổng số (9 đơn vị)      | 6    | 6   | 6    | 18      |

### Danh sách huy chương
| Bộ môn                    | Vàng                                                                                         | Bạc | Đồng |
| ------------------------- | -------------------------------------------------------------------------------------------- | --- | --- |
| Liên Quân                 | Trung Quốc · Zhang Yuchen · Liu Mingjie · Pan Jiadong · Wang Tianlong · Xiang Yang · Xie Tao | Đài Bắc Trung Hoa · Cheng Ming-jen · Cheng Yu-hsiang · Huang Chien-wei · Lin Chun-ting · Yen Hao-che · Chen Po-cheng | Việt Nam · Phạm Hồng Quân · Vương Trung Khiên · Trần Xuân Bách · Nguyễn Quân Nam · Trần Quang Hiệp · Nguyễn Trí Hùng |
| Clash Royale              | Ridel Yesaya Sumarandak · Indonesia                                                          | Huang Chenghui · Trung Quốc                                                                                          | Huỳnh Đức Huy · Việt Nam                                                                                             |
| Hearthstone               | Lo Tsz Kin · Hồng Kông                                                                       | Hendry Koentarto Handisurya · Indonesia                                                                              | Tirth Mehta · Ấn Độ                                                                                                  |
| Liên Minh Huyền Thoại     | Trung Quốc · Yan Junze · Liu Shiyu · Su Hanwei · Jian Zihao · Tian Ye · Shi Senming          | Hàn Quốc · Kim Ki-in · Go Dong-bin · Han Wang-ho · Lee Sang-hyeok · Park Jae-hyuk · Jo Yong-in                       | Đài Bắc Trung Hoa · Hsieh Yu-ting · Wang You-chun · Huang Yi-tang · Lu Yu-hung · Hu Shuo-chieh · Chen Kuan-ting      |
| Pro Evolution Soccer 2018 | Nhật Bản · Naoki Sugimura · Tsubasa Aihara                                                   | Iran · Hassan Pajani · Reza Nobakhtsarkandi                                                                          | Việt Nam · Lê Đoàn Thanh Tâm · Đỗ Thái Thiên Phúc                                                                    |
| StarCraft II              | Cho Seong-ju · Hàn Quốc                                                                      | Huang Yu-hsiang · Đài Bắc Trung Hoa                                                                                  | Trần Hồng Phúc · Việt Nam                                                                                            |

## Các quốc gia tham dự
- Trung Quốc
- Đài Bắc Trung Hoa
- Hồng Kông
- Ấn Độ
- Indonesia (chủ nhà)
- Iran
- Nhật Bản
- Kazakhstan
- Kyrgyzstan
- Lào
- Malaysia
- Pakistan
- Ả Rập Xê Út
- Hàn Quốc
- Sri Lanka
- Thái Lan
- Uzbekistan
- Việt Nam